# Espolón (náutica)

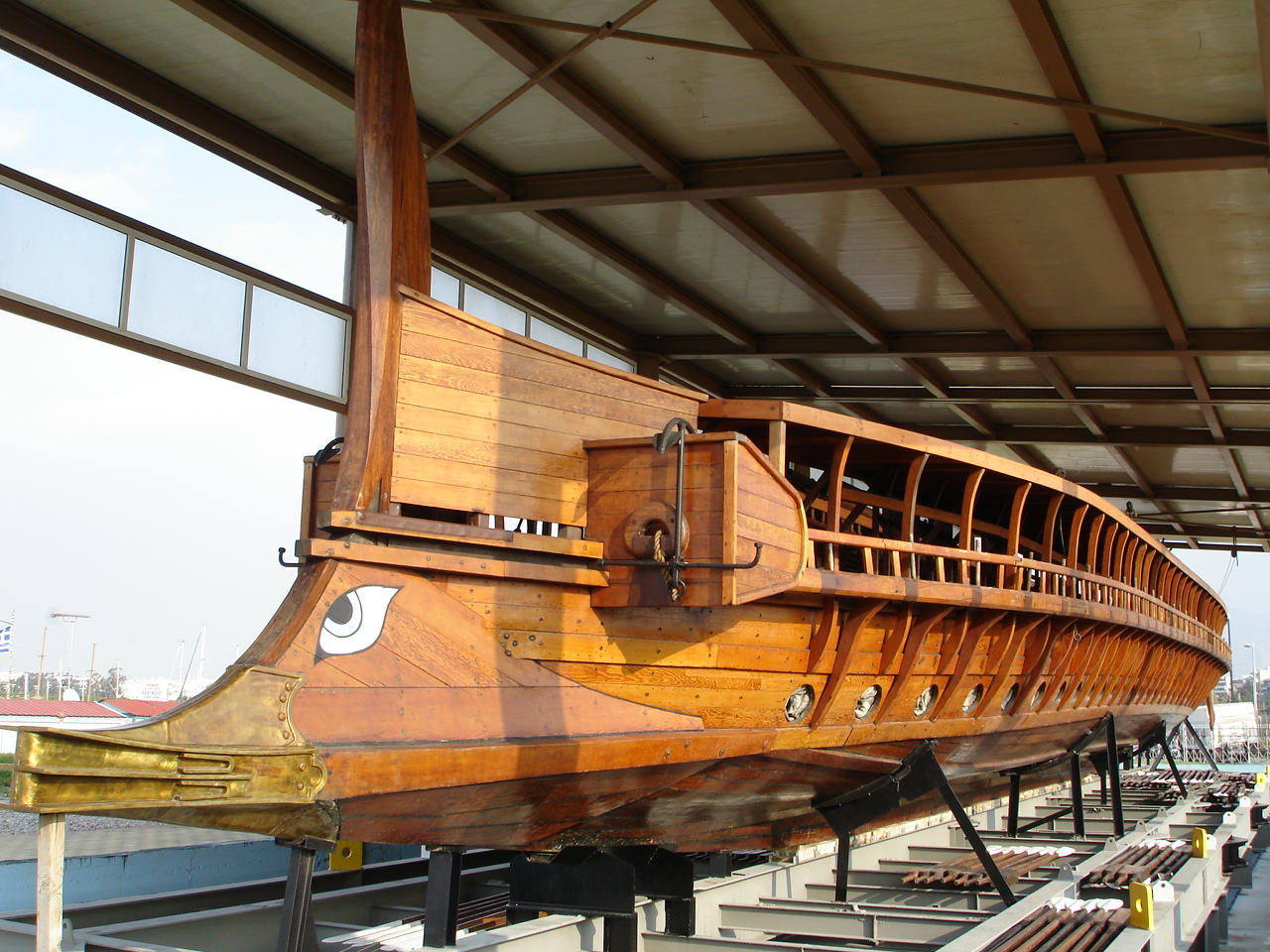
Un ariete naval (espolón) en la proa del Olimpias, una reconstrucción moderna de un antiguo trirreme ateniense.

En náutica, el espolón (también conocido como asperón, rostro, botalón, acrostolio, o pico) es la prolongación de la proa de un buque de guerra por debajo de la línea de flotación, o en la misma línea, usada para embestir, perforar y finalmente hundir a otras embarcaciones, obrando como un ariete contra estas.

## Terminología
Según Capmani, era también el mismo «tajamar» de la galera; se decía igualmente «asperon», y asimismo «rostro» y «botalón». Terreros la denomina «acrostolio», y Luzuriaga dice que es el «pico» de la nave.

## Descripción

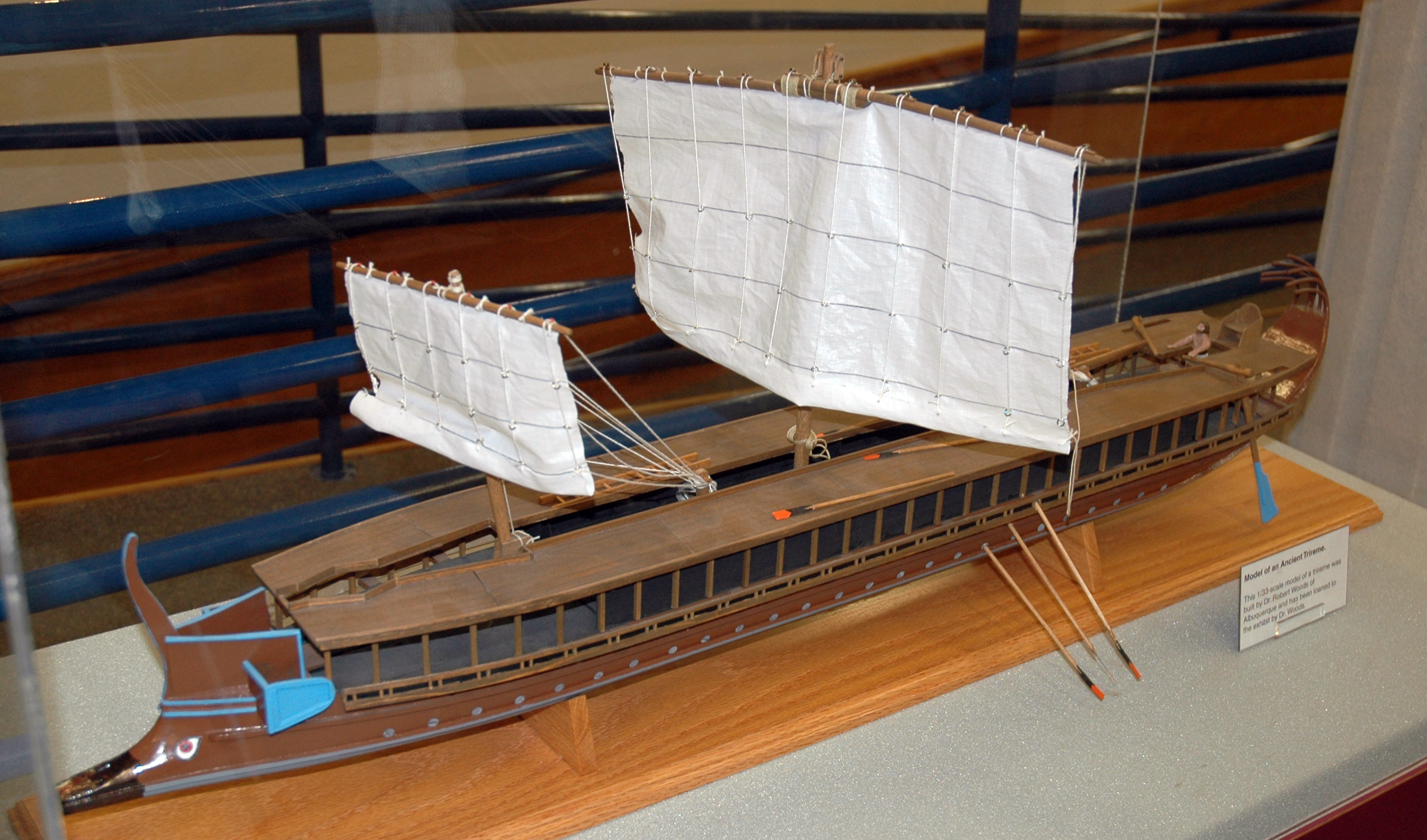
Maqueta de trirreme griego con espolón.

Sus formas eran la de una pirámide, de un cono, de un cuerno o de una lanza. El material era de bronce o de hierro.
Se fijaba exteriormente al canto de la roda, al que se fijaba mediante unos tablones horizontales llamados «curvas bandas»; en su parte alta se colocaba el mascarón.
En las embarcaciones de dimensiones pequeñas sin tajamar, era sustituido por el curvatón.

## Historia
El espolón fue inventado por los fenicios en el siglo VIII a. C. Fue usado durante la antigüedad y era una parte importante de los trirremes fenicios, griegos y romanos. En las naves romanas se denominaba rostrum e iba sólidamente fijado a la roda a mayor o menor altura de la línea de flotación, aunque casi siempre a la altura de ésta. 
Su empleo perduró a través de los siglos, ya que las contiendas navales, debido a la escasa eficacia de las armas arrojadizas, tenían por fase decisiva la lucha cuerpo a cuerpo, a la que se llegaba mediante un abordaje previo. El abordaje era buscado por ambos enemigos y el espolón jugaba un papel importantísimo. Al aumentar la potencia de la artillería naval y al distribuirse los cañones en las portas de los costados, el combate naval se redujo durante mucho tiempo (siglo XVII) a un duelo de artillería, en que sólo accidentalmente podía caber el abordaje. En consecuencia el espolón desapareció de aquellos navíos y fragatas que evolucionaron lentamente, dado que los abordajes en buenas condiciones eran difíciles de lograr. Sin embargo, el espolón no estaba definitivamente abandonado: el perfeccionamiento de los motores de vapor marinos, el empleo de hélices como propulsores y, como consecuencia las grandes velocidades que los buques adquirieron, hicieron concebir grandes esperanzas de que el abordaje pudiera ser fácilmente realizado, no para llegar a la lucha cuerpo a cuerpo en que el espolón era un arma secundaria, quizá útil en la maniobra que necesariamente había que realizar, sino como un arma aprovechable en un abordaje, al ser el «arma motriz».

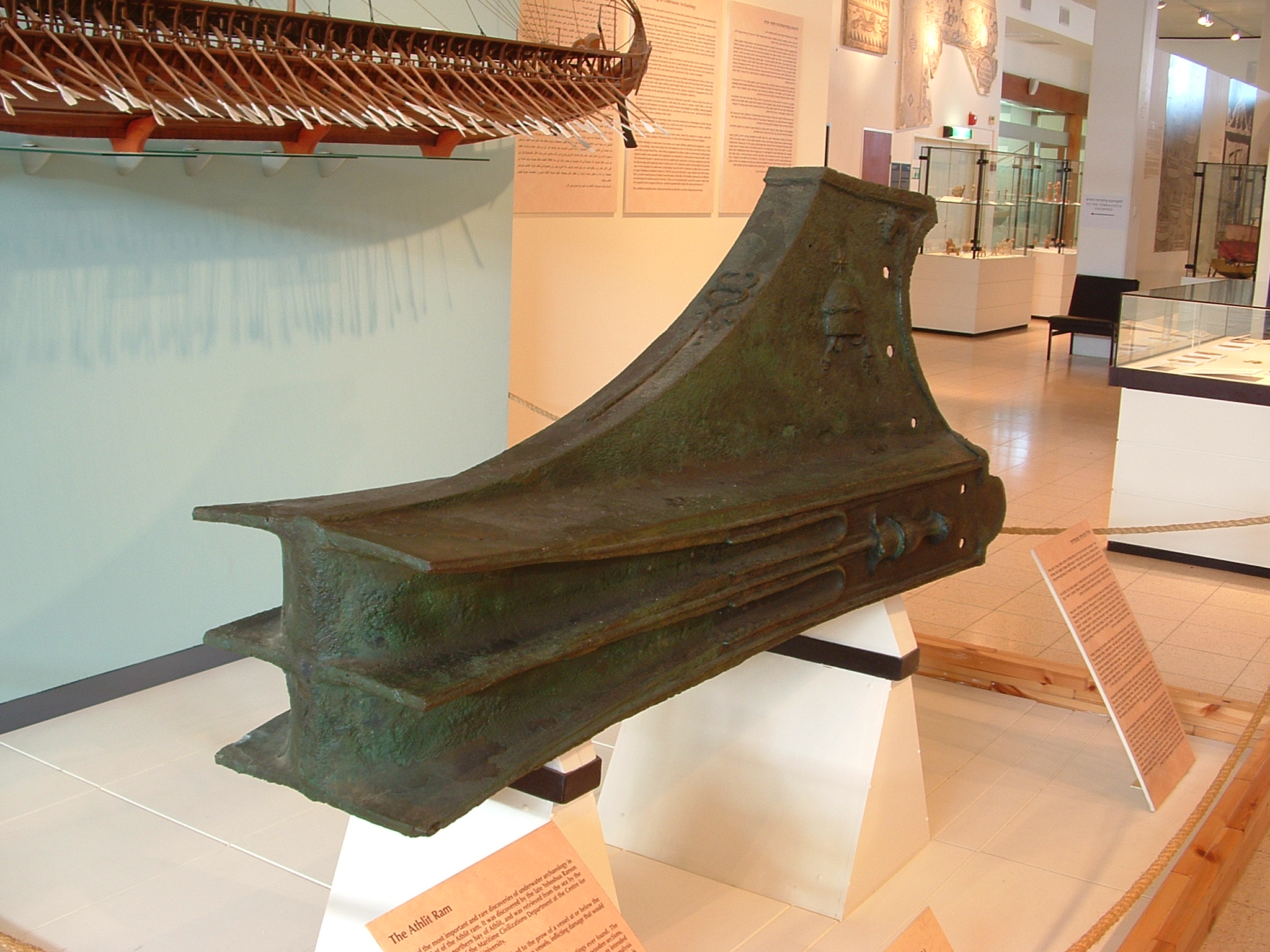
Espolón de bronce de un barco griego del, encontrado en 1980 en Atlit (Israel), expuesto en el Museo Arqueológico Nacional de Israel.

Así como los espolones de las naves antiguas iban colocados generalmente en la línea de flotación, los espolones modernos han de ir sumergidos para que hieran el casco, la obra viva, debajo del cinturón blindado. Además, el barco que embiste para estar en buenas condiciones de soportar el choque, es necesario que su proa esté muy compartimentada con mamparos estancos y sea de construcción robusta, que la misma cualidad posean los polines de las máquinas y calderas para que las fuerzas de inercia no puedan causar grandes averías, y por último que el espolón sobresalga unos 2,5 m para alejar del casco el punto que choca.
El uso de la artillería en el siglo XV tuvo como consecuencia el fin de su utilización como arma de guerra. 
El espolón tuvo un breve renacimiento durante la segunda mitad del siglo XIX, motivado por la incapacidad de la artillería naval de penetrar el blindaje de la primera generación de buques acorazados. El primer registro de uso del espolón en tiempos modernos es de 1862, durante la guerra de Secesión estadounidense en la batalla de Hampton Roads, en la que el blindado confederado CSS Virginia espoloneó a la fragata USS Cumberland. 
Se ha teorizado en gran escala sobre la táctica naval del espolón y se ha tratado de demostrar su eficiencia, sus efectos decisivos, sacando a relucir los casos en que entró en juego. En la hipótesis de que un barco que se dirige a espolonear a otro lo haga con derrota normal o aproximadamente a la que sigue este, aun cuando se suponga al barco atacante dotado de una velocidad verdaderamente notable respecto al atacado, si ambos buques navegan en buena disposición para que el abordaje se efectúe con eficiencia, le basta al atacado meter un poco su timón a una banda, poniendo su aleta al que ataca, forzando a este a dar un rodeo para recobrar una buena disposición, para que una vez conseguido un nuevo cambio de rumbo le obligue a repetir la operación. El espolón es eficaz si la nave que se aborda está sin movimiento, pero un barco en tales condiciones es más susceptible de ser apresado que espoloneado. Si dicha inmovilidad no nace de los efectos destructores del combate, si sólo un accidente le priva a la vez de su timón y sus hélices, la artillería, convenientemente utilizada, así como los torpedos, con la ventaja de la elección de la posición, parecen suficientes para inutilizarlo sin exponerse a las averías que todo abordaje conlleva.

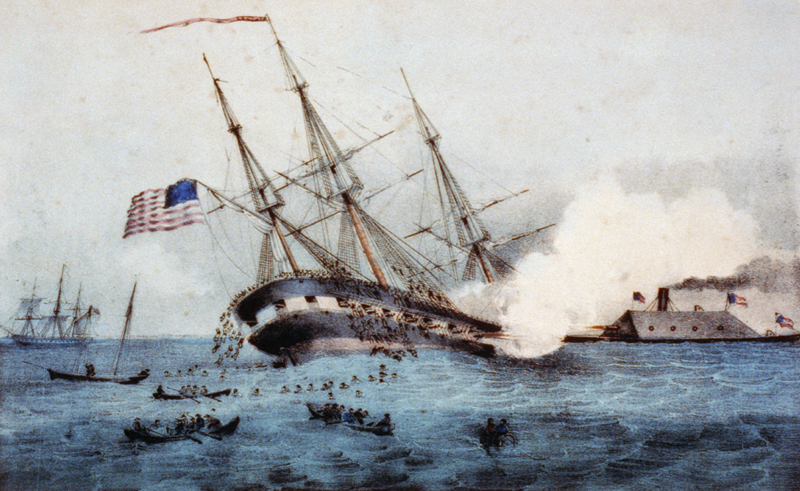
El CSS Virginia (al fondo, a la derecha) embiste con su espolón y manda a pique al USS Cumberland (navío en primer plano).

El espolón también fue empleado durante la guerra del Pacífico por el blindado Huáscar de la Marina de Guerra del Perú, para hundir a la corbeta Esmeralda de la marina chilena en el combate naval de Iquique. En ambos casos el enfrentamiento fue entre un buque blindado y un buque de madera.
El único uso efectivo del espolón entre blindados en tiempos de guerra se dio durante la batalla de Lissa entre Austria e Italia. El blindado italiano Re d'Italia, dañado y sin gobierno, fue espoloneado por el blindado austriaco Ferdinand Max, buque insignia del almirante Wilhelm von Tegetthoff (buque bautizado así en honor a Maximiliano de México de la Casa de Austria). El buque austriaco resultó indemne, mientras que el buque italiano zozobró y se hundió.   
Ningún otro buque blindado fue hundido por un buque enemigo mediante el uso del espolón. Sin embargo, el espolón fue considerado el arma principal de los buques blindados durante más de treinta años por las marinas más importantes del mundo. Resulta interesante el hecho de que varios buques resultaran espoloneados por otros de sus propias escuadras en tiempos de paz, siendo el caso más serio y célebre en los anales de los siniestros marítimos, el de la colisión accidental del acorazado HMS Victoria con el del mismo tipo y nación HMS Camperdown en el Mediterráneo en 1893, en el cual el primero fue echado a pique por el segundo en pocos minutos, o el de la fragata blindada Numancia al vapor de ruedas Francisco de Asís, ambos miembros de la flota del cantón de Cartagena durante la Revolución Cantonal.
Las enseñanzas de la Guerra Ruso-Japonesa, quizás algo de la batalla naval de Santiago de Cuba donde el crucero acorazado Infanta María Teresa quiso espolonear al USS Brooklyn sin lograrlo, hicieron que el espolón fuese obsoleto. A finales del siglo XIX, la introducción del cañón de retrocarga con ánima rayada, que era capaz de penetrar el blindaje a grandes distancias, marcó el fin del espolón como arma de guerra naval.